# Kaoru Fujino
Kaoru Fujino (藤野 かほる Fujino Kaoru?, nacida el 21 de mayo de 1972) es una seiyū nacida en Kochi y criada en Tokio. Uno de sus papeles más populares es como la heroína Cornet en el juego de Nippon Ichi Software, "Puppet Princess of Marl's Kingdom". Ella interpretó tanto a Rockman como a Roll en Marvel vs. Capcom, al igual que a Elena de la serie de Street Fighter.

## Roles interpretados
Lista de roles interpretados durante su carrera.
Los papeles principales están en negrita.

### OVA
- Galaxy Fraulein Yuna Returns como Mami.[1]

### Películas
- Fatal Fury: The Motion Picture como Kim Dong Hwan.[1]

### Videojuegos
- Marvel vs Capcom series como Megaman y Roll.[1]
  - Marvel vs Capcom
  - Marvel vs Capcom: Clash of Super Heroes.
- Puppet Princess of Marl's Kingdom como Cornett Espoire.[1]
- Stainless Night '2010 Linear como Linear.
- Street Fighter III: New Generation como Elena.